# Demonax atronotatus
Demonax atronotatus är en skalbaggsart som beskrevs av Maurice Pic 1926. Demonax atronotatus ingår i släktet Demonax och familjen långhorningar. Inga underarter finns listade i Catalogue of Life.